# Big Thief
Big Thief es una banda estadounidense de indie rock con raíces folk con sede en Brooklyn, Nueva York. Sus miembros son Adrianne Lenker (guitarra, voz), Buck Meek (guitarra, coros), Max Oleartchik (bajo) y James Krivchenia (batería).

## Historia

### MasterPieceyCapacity
Su álbum de estudio de debut, Masterpiece, fue lanzado en Saddle Creek Records el 27 de mayo de 2016. Recibió críticas generalmente favorables de los críticos; tiene una calificación de 79/100 en Metacritic. Bob Boilen de NPR escribió que Big Thief era "una banda unida por grandes canciones" y llamó a Masterpiece, la canción que da título al álbum, "una de las mejores canciones que he escuchado este año". Jillian Mapes, que escribe para Pitchfork Media, le dio a Masterpiece una calificación de 7.7 sobre 10 diciendo que las canciones del álbum "suenan cuidadosamente seleccionadas durante toda una vida de escritura". Robert Christgau describió las canciones del álbum como "imágenes frágiles y ruidosas de un amor perpetuamente fuera de alcance". Ben Salmon escribió en el Portland Mercury que en el álbum Big Thief "suena alternativamente como una grabación de campo desenterrada (Little arrow), una banda de pop con el pulso de un corazón roto (Vegas) y un indie-rock clásico y animado. equipo '(Interstate). El 4 de abril de 2017, Big Thief estrenó un nuevo sencillo "Mythological Beauty" en NPR. Al día siguiente, la banda lanzó el video oficial del sencillo y confirmó que la canción aparecería en su segundo álbum de estudio, Capacity. El álbum completo fue lanzado el 9 de junio a través de Saddle Creek. Capacity recibió elogios de la crítica tras su lanzamiento. En Metacritic, que asigna una calificación normalizada de 100 a las reseñas de los críticos musicales, el álbum recibió una puntuación promedio de 81 que indica "aclamación universal" basada en 15 reseñas.
Capacity apareció en múltiples listas de álbumes del año, incluido el número 1 en " Bob Boilen 's Top Ten Albums of 2017" de NPR. Boilen dijo: "No recuerdo la última vez que tuve a la misma banda en mis cinco álbumes principales durante dos años seguidos. Pero Capacity de este año (mi álbum No. 1) y Masterpiece del año pasado (mi álbum No. 4) hicieron precisamente eso". Spin nombró a Capacity # 2 en sus "50 mejores álbumes de 2017", citando el "compromiso abierto con la angustia de la banda en sus canciones vigorizantes". La canción "Mary" apareció en la lista de las 200 mejores canciones de la década de 2010 de Pitchfork, en el puesto 44.

### 2019-2020:UFOFyTwo Hands
UFOF, el tercer álbum de estudio de la banda se anunció el 26 de febrero de 2019. El álbum fue grabado en Bear Creek Studio en Woodinville, Washington. El mismo día lanzaron el primer sencillo del álbum, su canción principal, "UFOF", y anunciaron una nueva gira por América y Europa. Lanzó dos sencillos más, "Cattails" y "Century" antes del lanzamiento del álbum el 3 de mayo de 2019. UFOF recibió elogios de la crítica tras su lanzamiento. Pitchfork lo llamó "Mejor música nueva" con una puntuación de 9,2 y ocupó el puesto 33 en la lista de los 200 mejores álbumes de la década de 2010 de Pitchfork. En Metacritic, el álbum recibió una puntuación media de 87/100. En la semana de lanzamiento del primer álbum, UFOF alcanzó la cima de las listas de Billboard, incluida la posición n. ° 1 en Álbumes de nuevos artistas alternativos, Álbumes estadounidenses / folclóricos, Mejores álbumes de artistas nuevos, ubicación n. ° 2 para álbumes de vinilo LP, ubicación n. ° 6 para Álbumes alternativos actuales, ubicación n. ° 8 para álbumes de rock actuales y n. ° 142 para Billboard Top 200 Albums. También tuvo 3 espectáculos de lanzamiento del álbum con entradas agotadas, uno la noche antes del lanzamiento del álbum en Los Ángeles en The Fonda Theatre el 2 de mayo, otro en Los Ángeles el 3 de mayo en The Bootleg Theatre, y una tercera noche en Brooklyn, NY en Elsewhere el 5 de mayo de 2019.
UFOF fue nominado a Mejor Álbum de Música Alternativa en la 62.ª Entrega Anual de los Premios Grammy.
Big Thief lanzó su cuarto álbum de estudio, Two Hands, el 11 de octubre de 2019. Fue grabado en Sonic Ranch en Tornillo, Texas, poco después de la grabación de UFOF y se anuncia como su "Gemelo de la Tierra". Su sencillo principal, " Not ", fue nominado a Mejor Canción de Rock y Mejor Interpretación de Rock en la 63.ª Entrega Anual de los Premios Grammy.

### 2021-presente:Dragon New Warm Mountain I Believe in You
El 10 de agosto de 2021, lanzó las canciones "Little Things" y "Sparrow", ambas producidas por el baterista de Big Thief, James Krivchenia. "Little Things" se grabó con Shawn Everett en Five Star Studios en Topanga, California, en octubre de 2020. "Sparrow" se grabó con Sam Evian en Flying Cloud Recordings en Catskills, Nueva York, en julio y agosto de 2020.
El 7 de septiembre de 2021, lanzó una canción "Certainty" seguida de otra canción "Change", el 6 de octubre. También anunciaron planes para una gira por América del Norte en 2022.
En la edición de noviembre de 2021 de Mojo, anunció sus planes de lanzar un álbum doble de 20 pistas a principios de 2022. El álbum se grabó en cuatro lugares diferentes de los Estados Unidos después de que la banda estuvo en cuarentena en los bosques de Vermont durante dos semanas en julio de 2020. Más tarde ese mes, la banda confirmó el título del álbum Dragon New Warm Mountain I Believe in You y la fecha de lanzamiento del 11 de febrero de 2022.
En junio de 2022, anunció dos fechas de conciertos en la ciudad natal de Oleartchik, Tel Aviv, Israel, para el 6 y 7 de julio del mismo año. Sin embargo, el anuncio recibió una reacción violenta con críticas relacionadas con el conflicto israelí-palestino. Primero emitió una declaración defendiendo su decisión de actuar en Israel, luego finalmente se retractó de su declaración anterior y canceló las fechas del concierto. La cancelación fue recibida con una reacción opuesta por parte de la sala de conciertos.

## Miembros de la banda
Miembros actuales
- Adrianne Lenker - voz, guitarra (2015-presente)
- Buck Meek - guitarra, coros (2015-presente)
- James Krivchenia - batería (2016-presente)

Exmiembros
- Jason Burger - batería (2015-2016)[35]
- Max Oleartchik - bajo (2015-2024)

|                 |
| Adrianne Lenker |

|           |
| Buck Meek |

|                |
| Max Oleartchik |

|                  |
| James Krivchenia |

## Discografía

### Álbumes
| Masterpiece                                                 | - Lanzamiento: 27 de mayo de 2016 - Discográfica: Saddle Creek - Formatos: CD, descarga digital, LP | —   | —  | —  | —   | —  | —  | —  | —  | —  | —  |
| Capacity                                                    | - Lanzamiento: 9 de junio de 2017 - Discográfica: Saddle Creek - Formatos: CD, descarga digital, LP | —   | —  | —  | —   | —  | —  | —  | —  | —  | —  |
| UFOF                                                        | - Lanzamiento: 3 de mayo de 2019 - Discográfica: 4AD - Formatos: CD, descarga digital, LP           | 142 | —  | 26 | —   | —  | 81 | 80 | 21 | 68 | 41 |
| Two Hands                                                   | - Lanzamiento: 11 de octubre de 2019 - Discográfica: 4AD - Formatos: CD, descarga digital, LP       | 113 | 99 | 20 | 119 | —  | 78 | 59 | 8  | —  | 34 |
| Dragon New Warm Mountain I Believe in You                   | - Lanzamiento: 11 de febrero de 2022 - Discográfica: 4AD - Formatos: CD, descarga digital, LP       | 31  | 19 | 6  | 60  | 24 | 22 | 6  | 5  | 35 | 15 |
| "—" denota un álbum que no llegó a las listas o no se lanzó | |     |    |    |     |    |    |    |    |    |    |

### EP
- Demos vol. 1 (2020)
- En vivo en el Bunker Studio (2021)[46]

### Sencillos
| "Masterpiece"                                                                     | 2016 | —  | —  | Obra maestra                              |
| "Mother"                                                                          | 2016 | —  | —  | sin album                                 |
| "Dandelion"                                                                       | 2016 | —  | —  | sin album                                 |
| "Mythological Beauty"                                                             | 2017 | —  | —  | Capacity                                  |
| "Shark Smile"                                                                     | 2017 | —  | —  | Capacity                                  |
| "Mary"                                                                            | 2017 | —  | —  | Capacity                                  |
| "UFOF"                                                                            | 2019 | —  | -  | UFOF                                      |
| "Cattails"                                                                        | 2019 | —  | -  | UFOF                                      |
| "Century"                                                                         | 2019 | —  | -  | UFOF                                      |
| " Not "                                                                           | 2019 | —  | 30 | Two Hands                                 |
| "Forgotten Eyes"                                                                  | 2019 | —  | -  | Two Hands                                 |
| "Love in Mine"                                                                    | 2020 | —  | —  | sin album                                 |
| "Off You"                                                                         | 2021 | —  | —  | Bills & Aches & Blues                     |
| "Little Things" / "Sparrow"                                                       | 2021 | —  | —  | Dragon New Warm Mountain I Believe in You |
| ""Certainty"                                                                      | 2021 | 34 | —  | Dragon New Warm Mountain I Believe in You |
| "Change"                                                                          | 2021 | —  | —  | Dragon New Warm Mountain I Believe in You |
| "Time Escaping"                                                                   | 2021 | —  | —  | Dragon New Warm Mountain I Believe in You |
| "No Reason" / "Spud Infinit"                                                      | 2021 | —  | —  | Dragon New Warm Mountain I Believe in You |
| "Simulation Swarm"                                                                | 2022 | 18 | —  | Dragon New Warm Mountain I Believe in You |
| "—" denota un sencillo que no llegó a las listas o no se lanzó en ese territorio. |      |    |    |                                           |

### Videos musicales
- "Obra maestra" (2016)
- "Humanos" (2016)
- "Belleza mitológica" (2017)
- "Luna roja" (2022)

## Premios
| Año  | Asociación | Categoría                    | Obra nominada | Resultado | Ref.  |
| ---- | ---------- | ---------------------------- | ------------- | --------- | ----- |
| 2020 | Grammy     | Mejor Álbum Alternativo      | UFOF          | Nominados | [ 1 ] |
| 2021 | Grammy     | Mejor interpretación de rock | "Not"         | Nominados | [ 2 ] |
| 2021 | Grammy     | Mejor canción de rock        | "Not"         | Nominados | [ 2 ] |